# Constantin Dumitrescu (sportiv)
Constantin Dumitrescu (n. 14 martie 1931, București, România) este un pugilist român, laureat cu bronz la Jocurile Olimpice de la Melbourne 1956 la categorie ușoară. A fost antrenat de Constantin Nour. Și-a încheiat activitatea de boxer în 1959 după ce a cucerit al 5-lea titlu de campion național. Între 1959 și 1985 a fost antrenor. A pregătit inclusiv lotul național de box al României. Elevii săi au cucerit 4 medalii olimpice, 3 mondiale și 16 europene. Printre boxerii pregătiți de Constantin Dumitrescu se numara frații Calistrat și Simion Cuțov, Ion Alexe, Valentin Silaghi, Teodor Dinu, Constantin Tițoiu, Ion Gyorfy, Vasile Cicu sau Ilie Dragomir.
A fost component al clubului sportiv Dinamo București al Ministerului Afacerilor Interne.

## Distincții
- Ordinul Muncii clasa a III-a (18 decembrie 1956) „pentru merite deosebite in pregătire și pentru rezultatele obținute la cea de a XVI-a ediție a jocurilor olimpice care au avut loc la Melbourne”[4]
- Ordinul „Meritul Sportiv” clasa a III-a (8 mai 1968) „pentru contribuția deosebită adusă la dezvoltarea mișcării de cultură fizică și sport și pentru merite deosebite în activitatea sportivă de performanță, cu prilejul împlinirii a 20 de ani de la înființarea Clubului sportiv «Dinamo»-București al Ministerului Afacerilor Interne”[3]
- Ordinul „Meritul Sportiv” clasa a II-a (18 august 1976) „pentru rezultatele deosebite obținute la Jocurile olimpice de vară de la Montreal – 1976, precum și pentru contribuția adusă la dezvoltarea activității sportive și la creșterea prestigiului sportului românesc pe plan internațional”[5]